# Naissance en 1904
Naissance
- 1900
- 1901
- 1902
- 1903
- 1904
- 1905
- 1906
- 1907
- 1908

Cette page dresse une liste de personnalités nées au cours de l'année 1904. 

La liste des naissances est présentée dans l'ordre chronologique.

La liste des personnes référencées dans Wikipédia est disponible dans la page de la Catégorie: Naissance en 1904.

## Janvier
- 1er janvier : Oural Tansikbayev, peintre soviétique, kazakh et ouzbek († 18 avril 1974).
- 4 janvier :
  - Tom Helmore, acteur anglais († 12 septembre 1995).
  - El Niño de la Palma (Cayetano Ordóñez y Aguilera), matador espagnol († 30 octobre 1961).
- 5 janvier : Otto Niebergall, homme politique allemand († 13 février 1977).

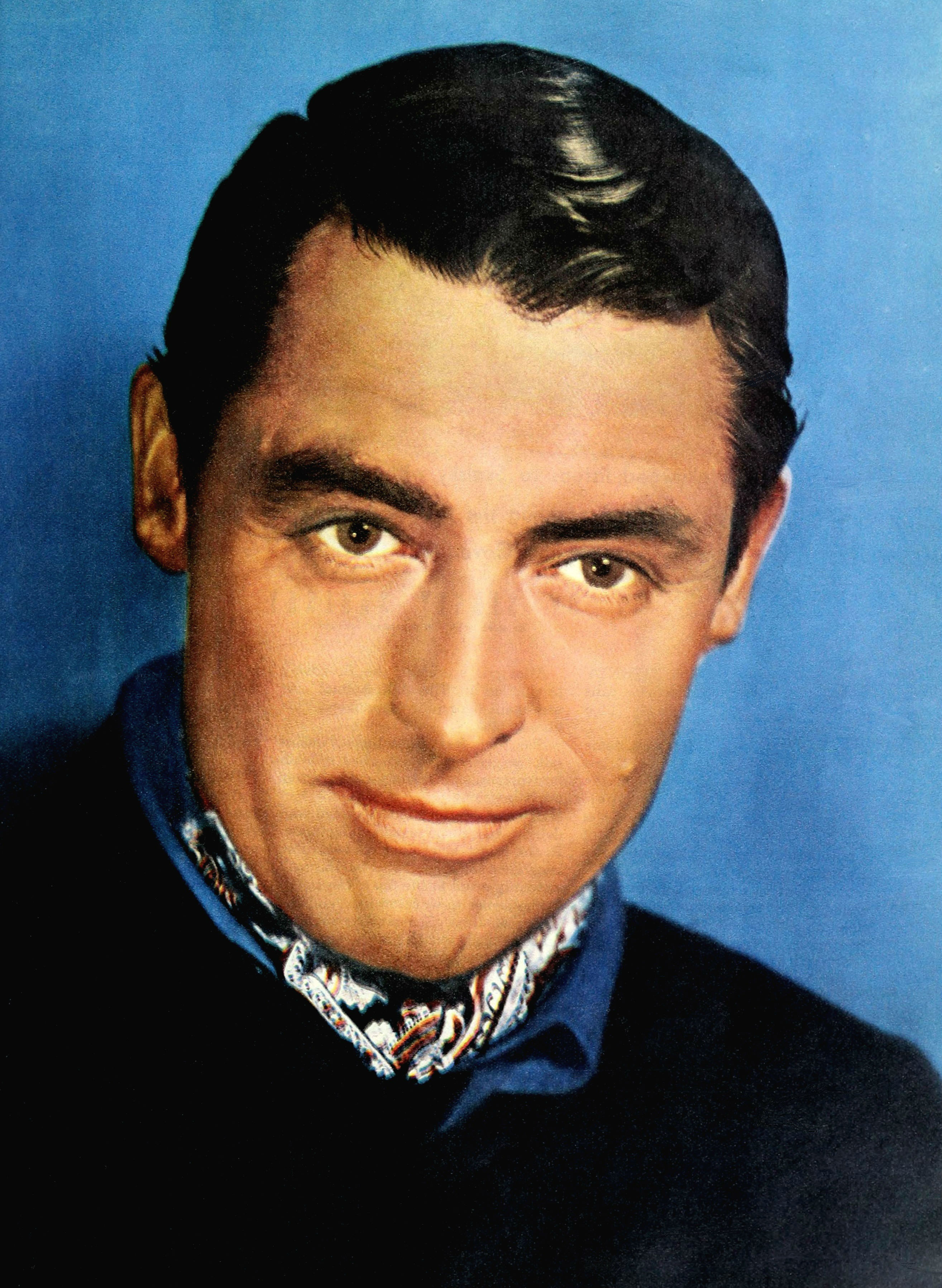
Cary Grant, acteur américain.

- Cary Grant, acteur américain.8 janvier : Robert Gall, peintre français († 29 septembre 1974).
- 10 janvier : Ray Bolger, acteur irlandais († 15 janvier 1987).
- 11 janvier : Murray Alper, acteur américain († 16 novembre 1984).
- 12 janvier : Lee Ungno, peintre, sculpteur, graveur, dessinateur et calligraphe abstrait sud-coréen († 10 janvier 1989).
- 14 janvier : Cecil Beaton, photographe et designer britannique († 18 janvier 1980).
- 17 janvier : Patsy Ruth Miller, actrice américaine († 16 juillet 1995).
- 18 janvier :
  - Michał Bylina, peintre, graphiste et illustrateur polonais († 5 août 1982).
  - Cary Grant, acteur américain († 29 novembre 1986).
- 23 janvier : 
  - Danijel Premerl, footballeur serbe puis yougoslave († 1er octobre 1975).
  - Fernand Thouvignon, assureur et historien français († 16 avril 1979).
- 24 janvier :
  - André Patte, aquarelliste, dessinateur et peintre français († 10 août 1986).
  - Gaston-Louis Roux, peintre français († 30 mars 1988).
- 25 janvier : Géza Frid, pianiste et compositeur néerlandais, hongrois de naissance († 13 septembre 1989).
- 26 janvier :
  - Seán MacBride, avocat irlandais, Nobel de la paix 1974, cofondateur d'Amnesty International († 15 janvier 1988).
  - Walter Stewart Owen, homme politique canadien († 13 janvier 1981).
- 27 janvier : Gabriel Genieis, peintre français († 13 mars 1992).
- 28 janvier : Michel Ferry, passeur et résistant français pendant la Seconde Guerre mondiale français († 29 novembre 1997).

## Février
- 1er février : Joseph Asajiro Satowaki, cardinal japonais, archevêque de Nagasaki († 7 août 1996).
- 2 février : Valeri Tchkalov, aviateur soviétique († 15 décembre 1938).
- 4 février : Jean Tranchant, auteur-compositeur-interprète, affichiste et peintre français († 8 avril 1972).
- 9 février :
  - Jean-Henri Couturat, peintre et peintre de vitraux français († 13 juin 1974).
  - Robert Pikelny, peintre polonais et français de l'École de Paris († 23 juillet 1986).
- 10 février :
  - Onésime Boucheron, coureur cycliste français († 2 juin 1996).
  - Georges Delhomme, peintre français († 28 janvier 1989).
  - Simcha Rotem, citoyen israélien, polonais de naissance, membre du réseau de résistance souterrain Juif de Varsovie († 22 décembre 2018).
- 11 février : 
  - Keith Holyoake, homme d'État néo-zélandais († 8 décembre 1983)

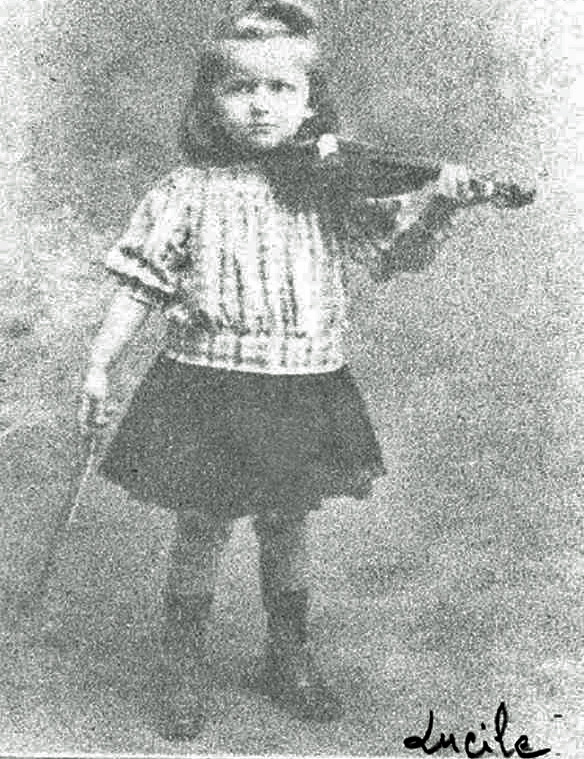
Lucile Randon, doyenne de l'humanité pendant 273 jours.

  - Lucile Randon, doyenne de l'humanité pendant 273 jours.Lucile Randon doyenne de l'humanité en 2022, religieuse et supercentenaire française († 17 janvier 2023).
- 12 février :
  - Donald Lambert, pianiste de jazz américain († 8 mai 1962).
  - Georges Paillard, coureur cycliste français († 22 avril 1998).
  - Rudolf Platte, acteur allemand († 18 décembre 1984).
- 15 février :
  - Gino Bonichi, peintre italien († 9 novembre 1933).
  - Antonin Magne, coureur cycliste français († 8 septembre 1983).
- 16 février :
  - James Baskett, acteur afro-américain † 9 juillet 1948).
  - Jean-Baptiste Corlobé, peintre français († 17 mai 1988).
  - Philip Rabinowitz, coureur sud-africain centenaire († 28 février 2008).
- 17 février : Luis A. Ferré, home politique portoricain († 21 octobre 2003).
- 19 février : Jean Noury, home politique français († 30 mai 1983).
- 20 février : Bramwell Fletcher, acteur britannique († 22 juin 1988).
- 23 février : William L. Shirer, journaliste américain († 28 décembre 1993).
- 24 février : Giuseppe Caron, homme politique italien († 3 mars 1998).
- 27 février : André Leducq, coureur cycliste français († 18 juin 1980).
- 28 février : Constantin Belinsky, affichiste, peintre et sculpteur français d'origine ukrainienne († 17 avril 1999).
- 29 février : Rukmini Devi Arundale, danseuse et personnalité politique indienne († 24 février 1986).

## Mars
- 1er mars :
  - Bogdan Koboulov, homme politique russe puis soviétique († 23 décembre 1953).
  - Glenn Miller, musicien et chef d'orchestre américain († 15 décembre 1944).
- 2 mars : Jan Mertens, coureur cycliste belge († 21 juin 1964).
- 4 mars : Jean Giraudy, inventeur de la publicité routière († 14 février 2001).
- 8 mars :
  - Chamama Alasgarova, gynécologue azerbaïdjanaise († 2 avril 1977).
  - Jacques Le Cordier, évêque catholique français, premier évêque de Saint-Denis († 17 février 2003).

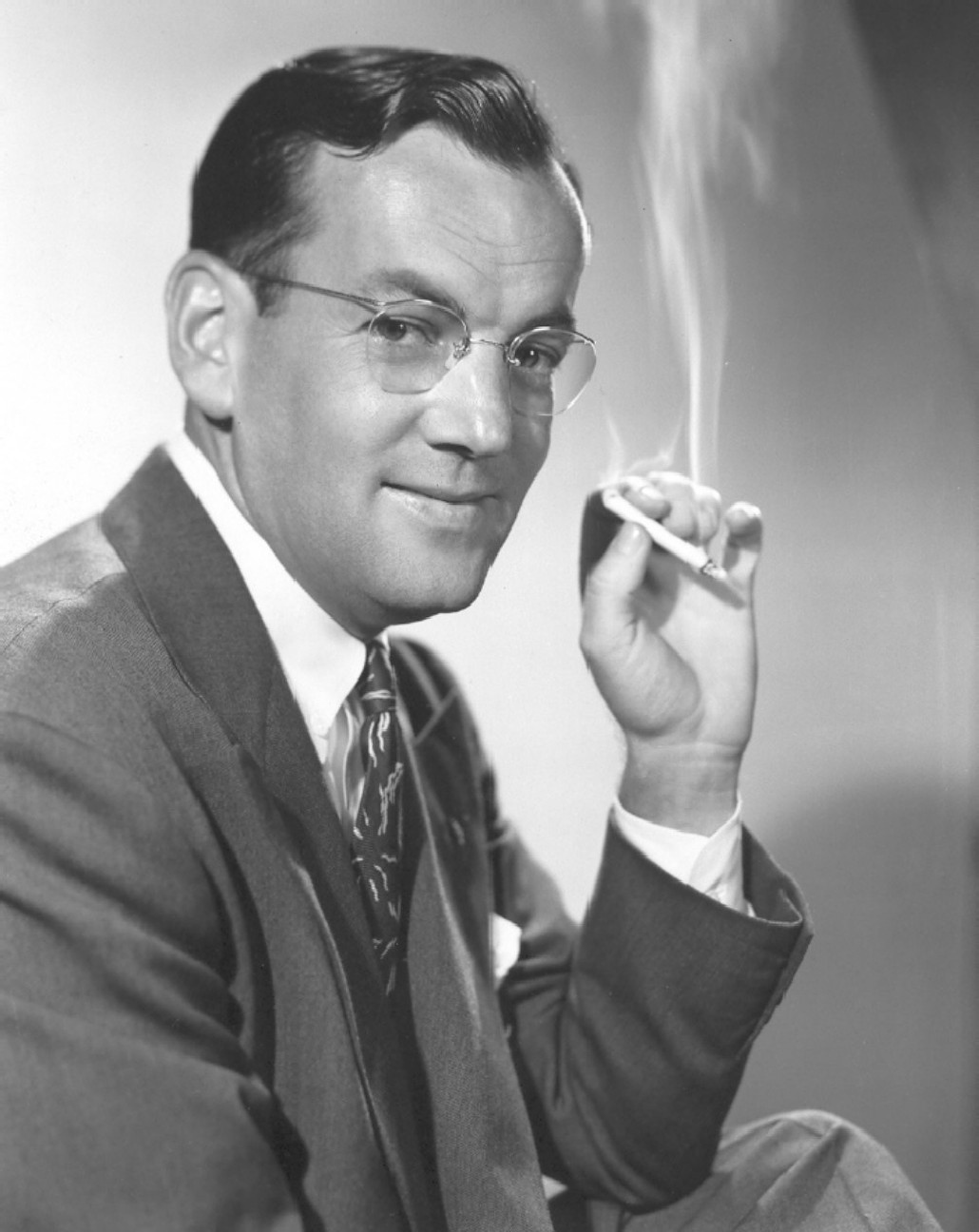
Glenn Miller, tromboniste interprète de In the mood

  - Glenn Miller, tromboniste interprète de In the mood Nikos Skalkottas, compositeur et violoniste grec († 19 septembre 1949).
- 13 mars :
  - José Gómez Abad, peintre espagnole († 13 mars 1993)
  - René Dumont ingénieur agronome, sociologue français et fondateur de l'écologie politique († 18 juin 2001).
  - Jacques Koslowsky, peintre américain d'origine lituanienne († 30 octobre 1993).
  - Hector de Pétigny, peintre français († 22 décembre 1992).
  - Luigi Zuccheri, peintre et illustrateur italien († 9 mars 1974).
- 16 mars : Marcel Ilpide, coureur cycliste français († 11 août 1961).
- 18 mars : Vladimir Sterligov, peintre et poète russe puis soviétique († 1er novembre 1973).
- 19 mars : Ľudovít Feld, peintre austro-hongrois puis tchécoslovaque († 18 mai 1991).
- 21 mars : Pierre Dionisi, peintre et sculpteur français († 16 mai 1976).
- 23 mars : Joan Crawford, actrice américaine († 10 mai 1977).
- 26 mars :
  - Emmanuel Bellini, peintre, dessinateur et lithographe figuratif français († 7 décembre 1989).
  - Germaine Delbat, comédienne († 24 avril 1988).
- 30 mars :
  - Edgar P. Jacobs, auteur belge de bandes dessinées († 20 février 1987).
  - Heinz Potthoff, fonctionnaire et homme politique allemand († 13 septembre 1974).
- 31 mars : Đorđe Andrejević Kun, peintre serbe puis yougoslave († 17 janvier 1964).

## Avril
- 1er avril : 
  - Nikolaï Berzarine, général russe puis soviétique († 16 juin 1945).
  - Émile Turlant, centenaire français, doyen de France († 15 septembre 2013).
- 6 avril : William Challee, acteur américain († 11 mars 1989).
- 8 avril : Piet Vermeylen, homme politique belge († 30 décembre 1991).
- 9 avril :Robert Oppenheimer,  "le père de la bombe atomique" 

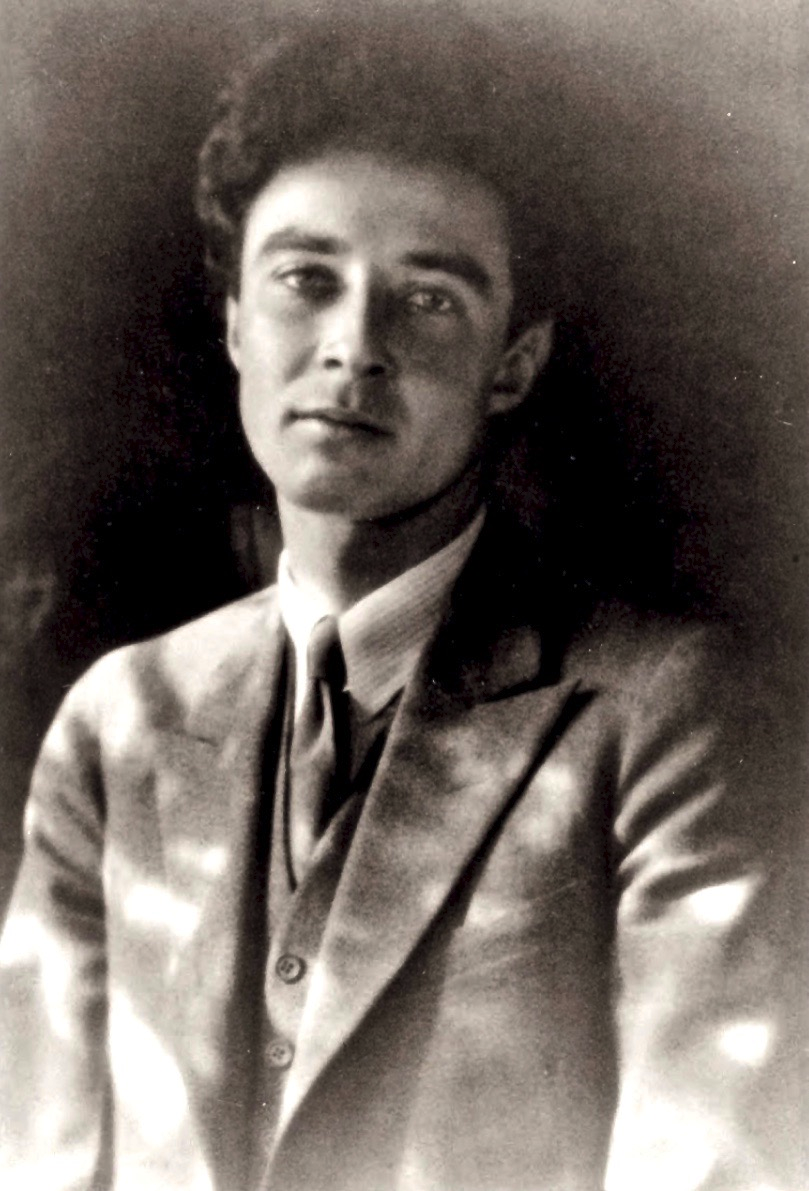
Robert Oppenheimer, "le père de la bombe atomique"

  - Albino Binda, coureur cycliste italien († 30 mars 1976).
  - Sisowath Kossamak, reine consort du Cambodge († 27 avril 1975).
- 11 avril : Paul McGrath, acteur américain († 13 avril 1978).
- 12 avril : Paul Dahlke, acteur allemand († 23 novembre 1984).
- 13 avril : Yves Congar, cardinal dominicain et théologien français († 22 juin 1995).
- 14 avril : John Gielgud, acteur britannique († 21 mai 2000).
- 17 avril : Joseph Ahrens, organiste et compositeur allemand († 21 décembre 1997).
- 20 avril : Bruce Cabot, acteur américain († 3 mai 1972).
- 21 avril : Jean Hélion, peintre et graveur français († 27 octobre 1987).
- 22 avril : Robert Oppenheimer, physicien américain († 18 février 1967).
- 23 avril :
  - Raymond Huntley, acteur britannique († 19 octobre 1990).
  - Duncan Renaldo, acteur roumain naturalisé américain († 3 septembre 1980).
- 24 avril : Willem de Kooning, peintre néerlandais naturalisé américain († 19 mars 1997).
- 26 avril :
  - Nick Dennis, acteur américain († 14 novembre 1980).
  - Paul-Émile Léger, cardinal canadien, archevêque de Montréal († 13 novembre 1991).
- 28 avril : Irene Ambrus, chanteuse et actrice hongroise († 22 juillet 1990).

## Mai
- 1er mai : Elvire Jan, peintre française († 19 janvier 1996).
- 2 mai : Maurice Estève, peintre français († 29 juin 2001).
- 4 mai :
  - Saito Yoshishige, peintre et auteur d'installations japonais († 13 juin 2001).
  - Bruno Wolke, coureur cycliste allemand († 23 décembre 1973).
- 9 mai :

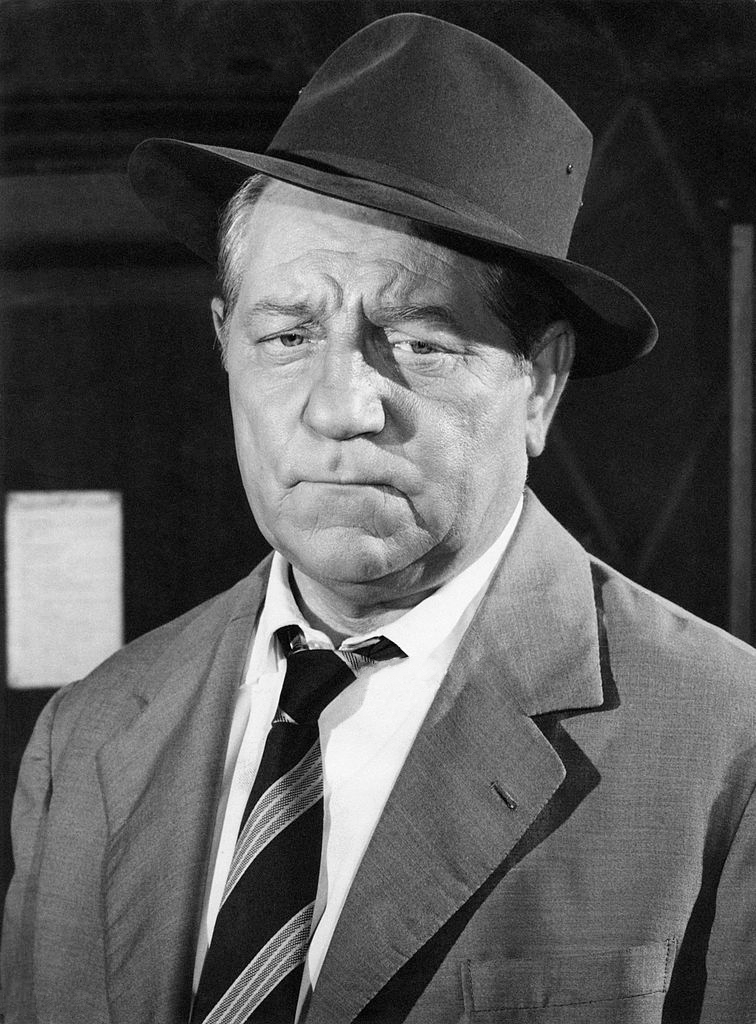
Jean Gabin, César d'Honneur 1987

  - Jean Gabin, César d'Honneur 1987Gregory Bateson, anthropologue, psychologue et épistémologue américain († 4 juillet 1980).
  - Reinhard Schwarz-Schilling, compositeur allemand († 9 décembre 1985).
- 11 mai : Salvador Dalí, peintre espagnol († 23 janvier 1989).
- 14 mai : Léon Dostert, linguiste et traducteur français naturalisé américain († 1er septembre 1971).
- 15 mai : Vladas Jakubėnas, compositeur, pianiste, critique musical et musicologue lituanien († 13 décembre 1976).
- 17 mai : Jean Gabin, acteur français († 15 novembre 1976).
- 18 mai : François Marty, cardinal français († 16 février 1994).
- 19 mai : Anthony Bushell, acteur et réalisateur britannique († 2 avril 1997).
- 20 mai : Hernando Viñes, peintre espagnol († 24 février 1993).
- 21 mai : Robert Montgomery, homme de cinéma américain († 27 septembre 1981).
- 23 mai : Giovanni Carlo Anselmetti, entrepreneur et homme politique italien († 21 octobre 1964).
- 24 mai : Camille Descossy, peintre et graveur français († 20 août 1980).
- 25 mai :
  - Orla Jørgensen, coureur cycliste danois († 29 juin 1947).
  - Lucien Lange, coureur cycliste français († 11 juillet 1982).
- 29 mai :
  - Don Brodie, acteur et réalisateur américain († 8 janvier 2001).
  - Mammad Arif Dadachzade, écrivain azéri († 27 décembre 1975).
  - Hubert Opperman, coureur cycliste australien († 18 avril 1996).

## Juin
- 2 juin : Johnny Weissmuller, sportif et acteur américain († 20 janvier 1984).
- 4 juin : Alvah Bessie, scénariste et acteur américain († 21 juillet 1985).
- 5 juin : Édith Clark, parachutiste française († 16 mars 1937).
- 8 juin : Cyril Constantin, peintre français († 6 février 1995).
- 11 juin : Emil František Burian, journaliste, compositeur, poète, dramaturge et réalisateur tchécoslovaque († 9 août 1959).
- Johnny Weissmuller, 5 fois médaille d'Or en natation.13 juin : 

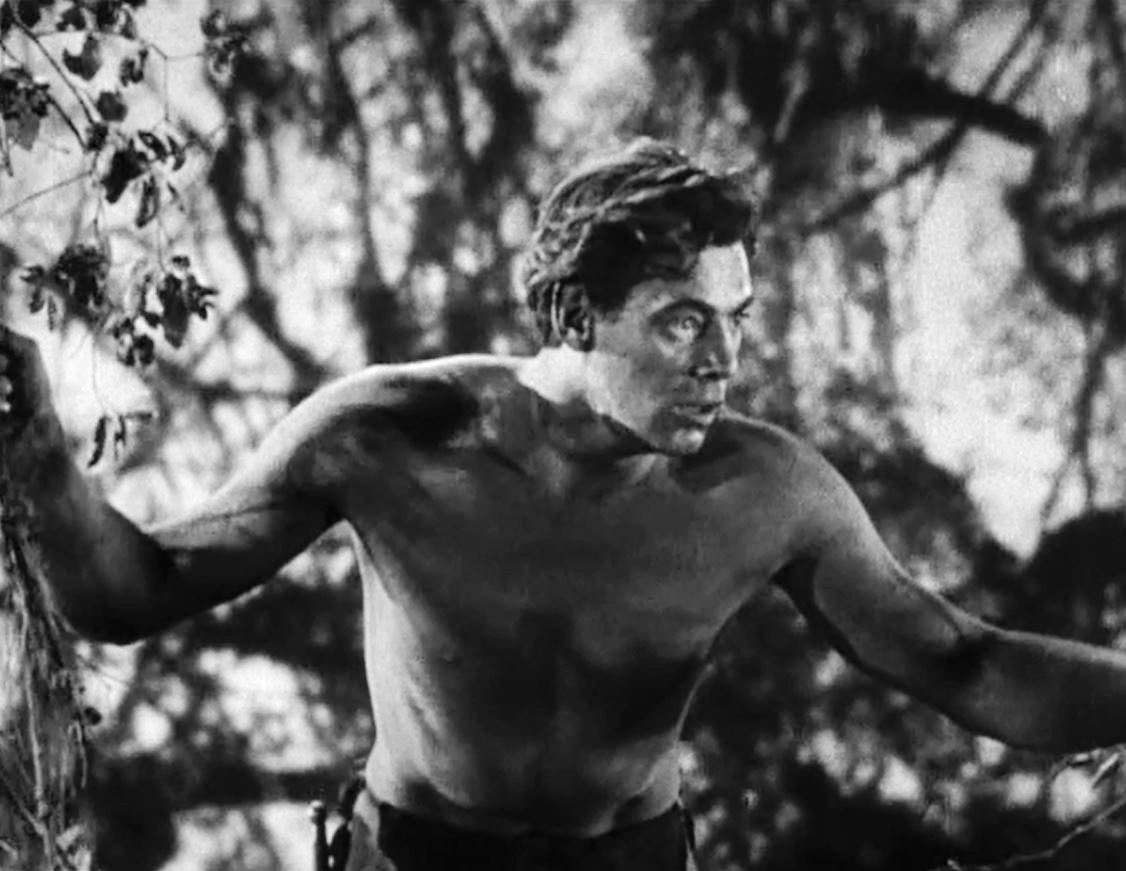
Johnny Weissmuller, 5 fois médaille d'Or en natation.

  - Émile Goué, compositeur français († 10 octobre 1946).
  - Raymond Charmet, peintre et critique d'art français († 10 septembre 1973).
- 16 juin : Frederick Campion Steward, botaniste britannique († 13 septembre 1993).
- 17 juin : Ralph Bellamy, acteur américain († 29 novembre 1991).
- 18 juin : 
  - Keye Luke, acteur américano-chinois († 12 janvier 1991).
  - Manuel Rosenthal, compositeur et chef d'orchestre français († 5 juin 2003).
- 22 juin : Pino della Selva, peintre, sculpteur, dessinateur, graveur, poète et critique d'art italien(† 12 juin 1991).
- 23 juin : Teo Soon Kim, première avocate singapourienne († 23 avril 1978).
- 25 juin :
  - Pierre Bourgeois, industriel et producteur de musique et télévision français († 24 septembre 1976).
  - Meraud Guevara, peintre, autrice et poétesse anglo-irlandaise († 6 mai 1993).
- 26 juin :
  - Fernand Demany, journaliste et homme politique belge († 19 juin 1977).
  - Peter Lorre, acteur, scénariste et réalisateur de cinéma américain d'origine austro-hongroise († 23 mars 1964).
- 29 juin : Umberto Mozzoni, cardinal argentin de la curie romaine († 7 novembre 1983).
- 30 juin : Glenda Farrell, actrice et chanteuse américaine († 1er mai 1971).

## Juillet
- 1er juillet : Saïd Mohamed Ben Chech Abdallah Cheikh, homme politique des Comores († 16 mars 1970).
- 2 juillet : René Lacoste, joueur de tennis, homme d'affaires († 12 octobre 1996).
- 5 juillet :
  - Milburn Stone, acteur américain († 12 juin 1980).Pablo Neruda, prix Nobel de littérature 1971

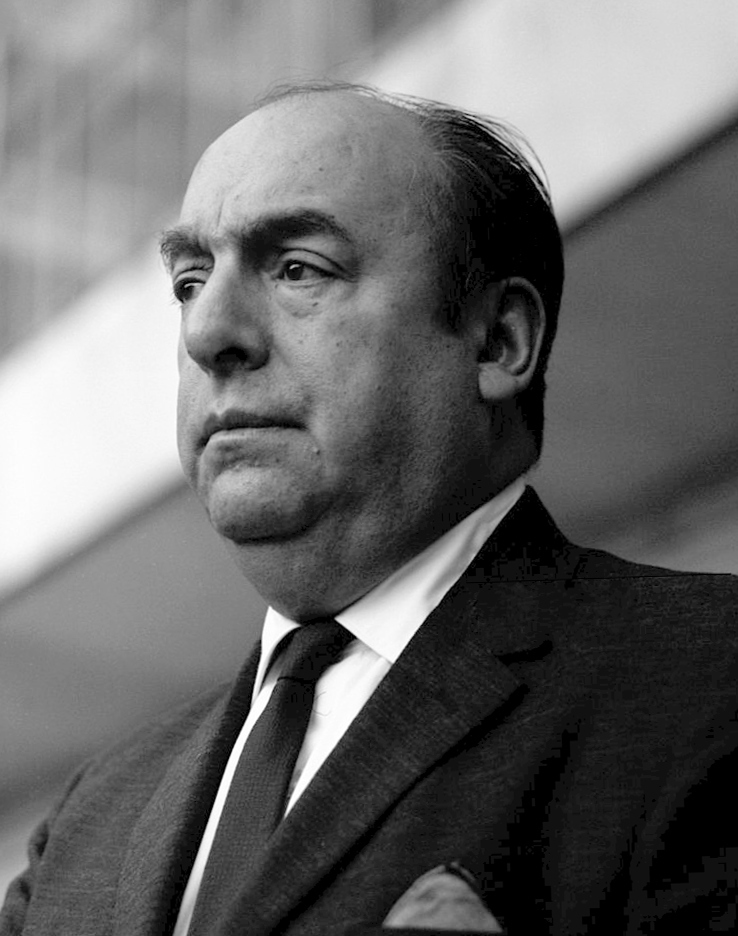
Pablo Neruda, prix Nobel de littérature 1971

  - Franz Syberg, compositeur danois († 11 décembre 1955).
- 8 juillet : Georges Dastor, peintre et affichiste de cinéma français († 9 février 1990).
- 10 juillet : Iša Krejčí, compositeur néoclassique, chef d'orchestre et dramaturge tchèque († 6 mars 1968).
- 11 juillet : Edgar Mélik, peintre français († 6 avril 1976).
- 12 juillet : Pablo Neruda, poète chilien († 23 septembre 1973).
- 14 juillet : Nadia Reisenberg, pianiste américaine d'origine lituanienne († 10 juin 1983).
- 16 juillet : Léon-Joseph Suenens, cardinal belge († 6 mai 1996).
- 18 juillet : Gregorio Calvi di Bergolo, peintre italien († novembre 1995).
- 21 juillet : Paul Pouchol, céramiste, sculpteur et peintre français († 1er mai 1963).
- 22 juillet : Joseph Pressmane, peintre et graveur français d'origine russe († 6 novembre 1967).
- 23 juillet : Georges Hugon, compositeur français († 19 juin 1980).
- 24 juillet :
  - Delmer Daves, scénariste, réalisateur, acteur et producteur américain († 17 août 1977).
  - André Jouault, peintre français († 5 janvier 1987).
- 26 juillet : Léonce Dussarrat, résistant français connu sous le nom de Léon des Landes († 7 août 1976).
- 27 juillet : Omer Taverne, coureur cycliste belge († 29 mai 1988).
- 28 juillet : Pavel Tcherenkov, physicien russe puis soviétique († 6 janvier 1990).
- 29 juillet : Ricardo Balbín, homme politique et avocat argentin († 9 septembre 1981).

## Août
- 2 août : Ruytchi Souzouki, peintre, décorateur, illustrateur, lithographe, graveur et critique d’art japonais († 20 mars 1985).
- 3 août :
  - Dolores del Río, actrice mexicaine († 11 avril 1983).

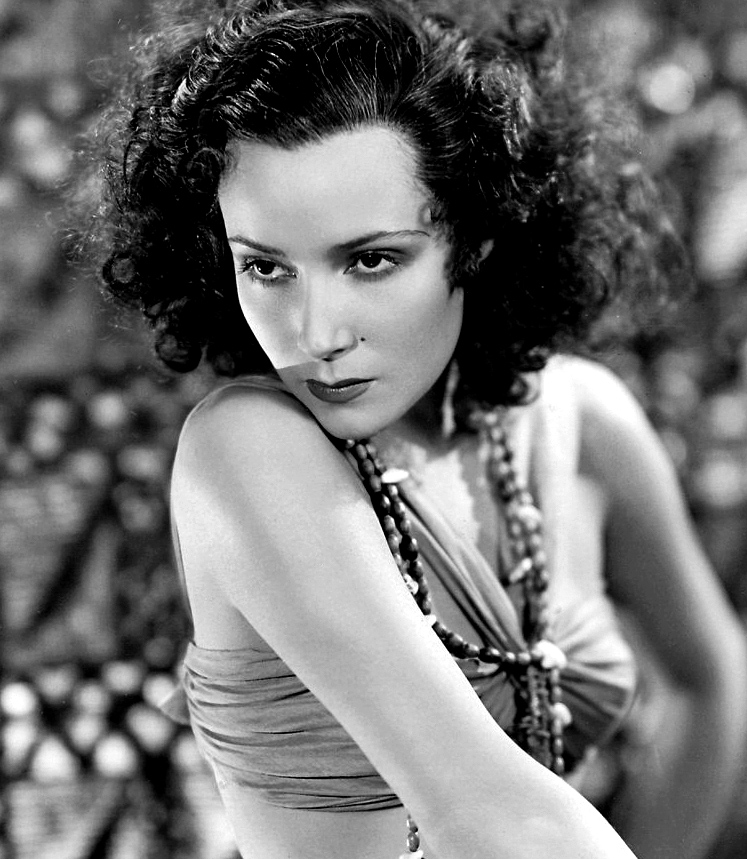
Dolores del Rio, mère d'Elvis Presley dans "Les rôdeurs de la paline"

  - Dolores del Rio, mère d'Elvis Presley dans "Les rôdeurs de la paline" Clifford D. Simak, écrivain américain de science-fiction († 25 avril 1988).
- 4 août :
  - Helen Kane, actrice américaine († 26 septembre 1966).
  - Witold Gombrowicz, écrivain polonais († 24 juillet 1969).
- 6 août : Jean Zay, avocat, homme d'État français († 20 juin 1944).
- 7 août : Grandon Rhodes, acteur américain († 9 juin 1987).
- 8 août :
  - Véronique Filozof, peintre et illustratrice française († 12 janvier 1977).
  - Henri de Linarès, peintre animalier français († 22 mars 1987).
- 9 août : 
  - Raymonde Canolle, athlète française († 17 octobre 1975).
  - Gabriel Marcillac, coureur cycliste français († 4 octobre 1984).
- 10 août : Ray Walker, acteur américain († 6 octobre 1980).
- 11 août : Yves du Manoir, aviateur, polytechnicien, international de rugby à XV français († 2 janvier 1928).
- 12 août :
  - Alexis Nikolaïevitch de Russie fils de Nicolas II († 17 juillet 1918).
  - Edward Ashley-Cooper, acteur australien († 5 mai 2000).
  - Christine Boumeester, peintre abstraite et graveuse française d'origine hollandaise († 10 janvier 1971).
  - Arthur Dennington, compositeur et chef d'orchestre britannique († 16 mai 1988).
  - Philip Toosey, banquier et officier américain († 22 décembre 1975).
- 13 août : Buddy Rogers, acteur et musicien américain († 21 avril 1999).
- Buddy Rogers

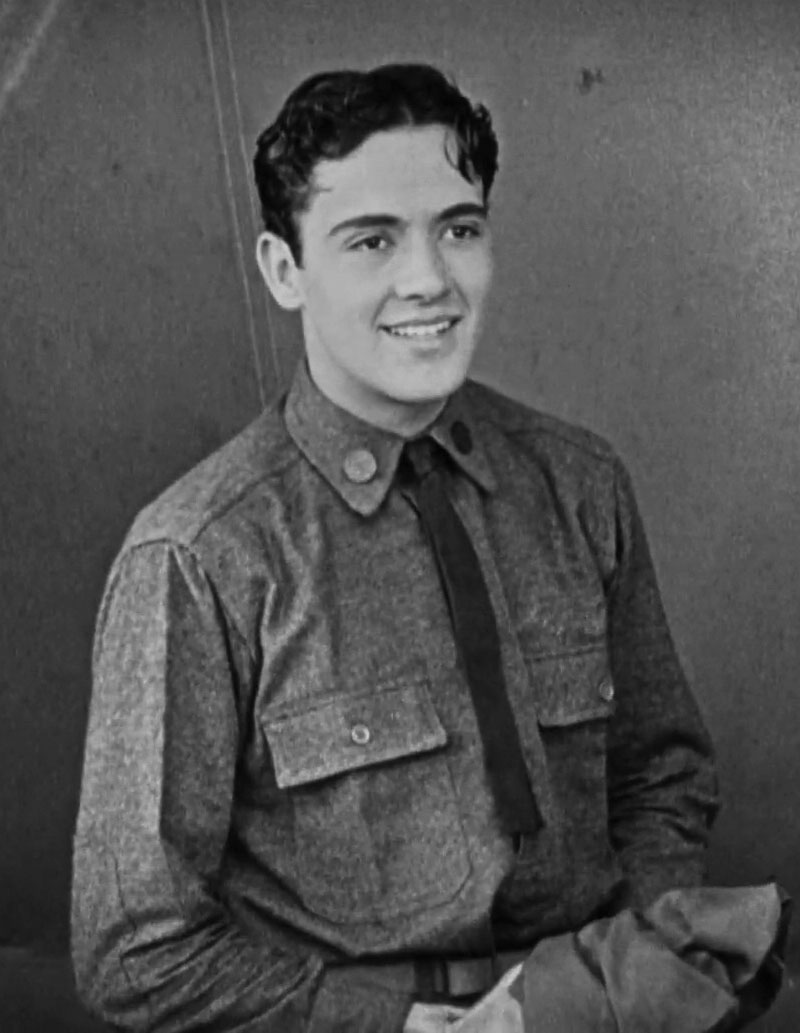
Buddy Rogers

- 14 août : Martial Singher, chanteur d'opéra et compositeur français († 9 mars 1990).
- 15 août : Luís Gallotti, homme politique brésilien († 24 octobre 1978).
- 16 août :
  - Subhadra Kumari Chauhan, militante et poétesse indienne († 15 février 1948).
  - Rémyne Desruelles, peintre française († 24 septembre 1976).
- 17 août : Louis Cattiaux, peintre et poète français († 16 juillet 1953).
- 18 août : Ludwig Geyer, coureur cycliste allemand († 31 janvier 1992).
- 19 août : Benedykt Kraskowski, polonais juste parmi les nations († 1er janvier 1944).
- 20 août : Auguste Aquaron, footballeur français († 21 février 2001).
- 21 août :
  - Count Basie, pianiste et chef d'orchestre de jazz américain († 26 avril 1984).
  - Germaine Gardey, peintre française († 2 mai 1995).
- 22 août : Deng Xiaoping, homme politique chinois († 19 février 1997).
- 23 août : William Primrose, altiste écossais († 1er mai 1982).
- 24 août :
  - Roger Chapelain-Midy, peintre, lithographe, illustrateur et décorateur de théâtre français († 30 mars 1992).
  - Ludwig Schmidseder, compositeur, pianiste, acteur et cuisinier à la télévision allemande († 21 juin 1971).
- 27 août : John Eldredge, acteur américain († 23 septembre 1961).

## Septembre
- 1er septembre : Johnny Mack Brown, joueur de football et ancien acteur américain († 14 novembre 1974).
- 3 septembre : André Jacquemin, peintre et graveur français († 16 septembre 1992).
- 7 septembre : 
  - Pierre Adrien Ekman, peintre, décorateur et écrivain français († 12 septembre 1993).
  - Gabriele Rohde, résistante danoise († 5 avril 1946).Walter Bricht, pianiste et compositeur américain.

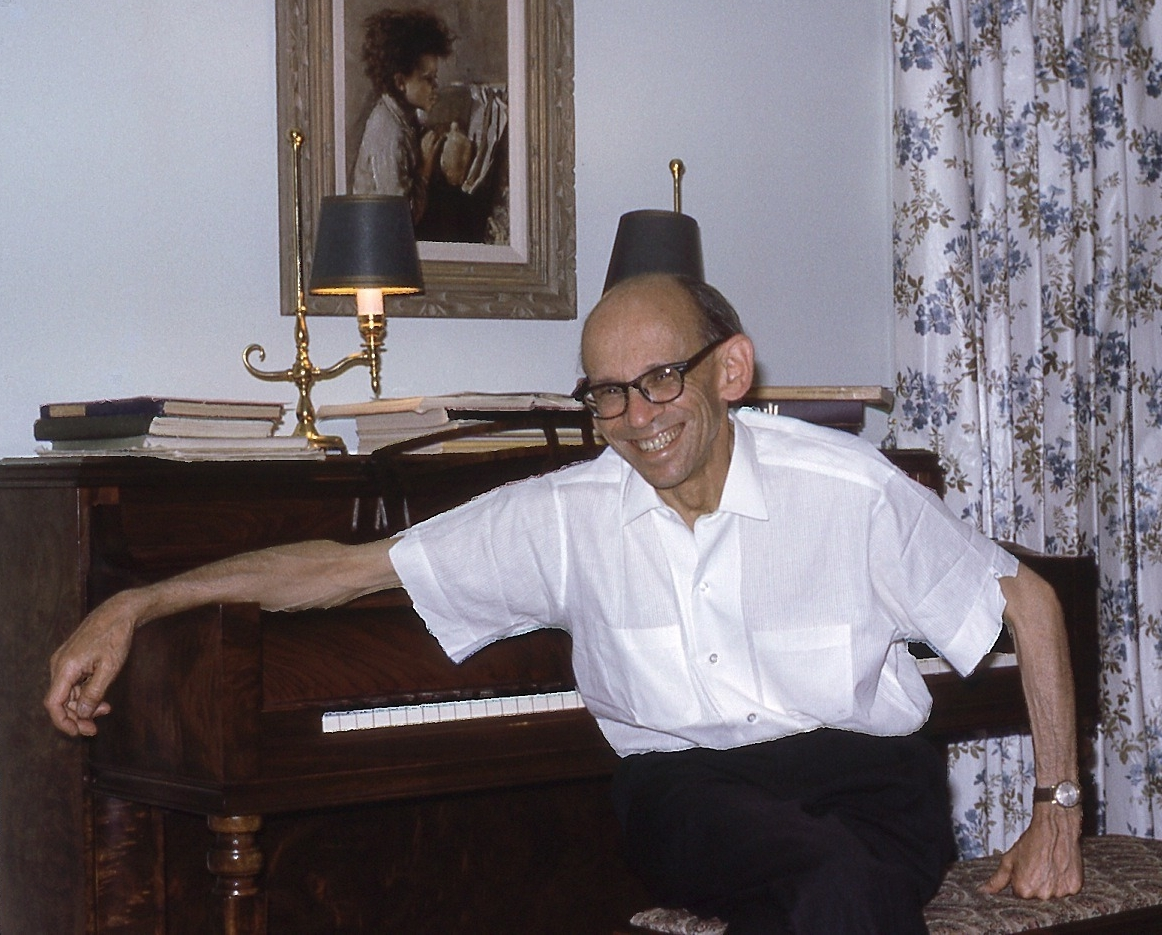
Walter Bricht, pianiste et compositeur américain.

  - Raymond Boccard, religieux, Juste parmi les nations († 2 octobre 1996).
- 9 septembre : Walter Bricht, pianiste et compositeur américain d’origine autrichienne († 20 mars 1970).
- 11 septembre :  Marcel Kibler, chef des Forces françaises de l'intérieur (FFI) d'Alsace († 1er juillet 1992).
- 12 septembre :
  - István Horthy, homme politique hongrois († 20 août 1942).
  - Gavriil Popov, compositeur russe puis soviétique († 17 février 1972).
- 14 septembre : Kunihiko Hashimoto, compositeur, violoniste, chef d'orchestre japonais († 6 mai 1949).
- 17 septembre :
  - Jerry Colonna, acteur américain († 21 novembre 1986).
  - José María Hinojosa, poète, éditeur et avocat espagnol († 22 août 1936).
- 21 septembre :
  - Hans Hartung, peintre français d'origine allemande († 7 décembre 1989).
  - Franz Stock, prêtre allemand († 24 février 1948).
- 29 septembre : Greer Garson, actrice britannique († 6 avril 1996).
- 30 septembre :
  - George Carpenter Miles, numismate américain († 15 octobre 1975).
  - Frank Lawton, acteur anglais († 10 juin 1969).

## Octobre
- 2 octobre : Graham Greene, écrivain britannique († 3 avril 1991).
- 3 octobre : Fillia, peintre de compositions murales et écrivain italien († 10 février 1936).
- 4 octobre : 
  - Charles Bareiss, résistant français († 24 septembre 1961).Anna Neagle, Star la plus populaire de GB en 1949

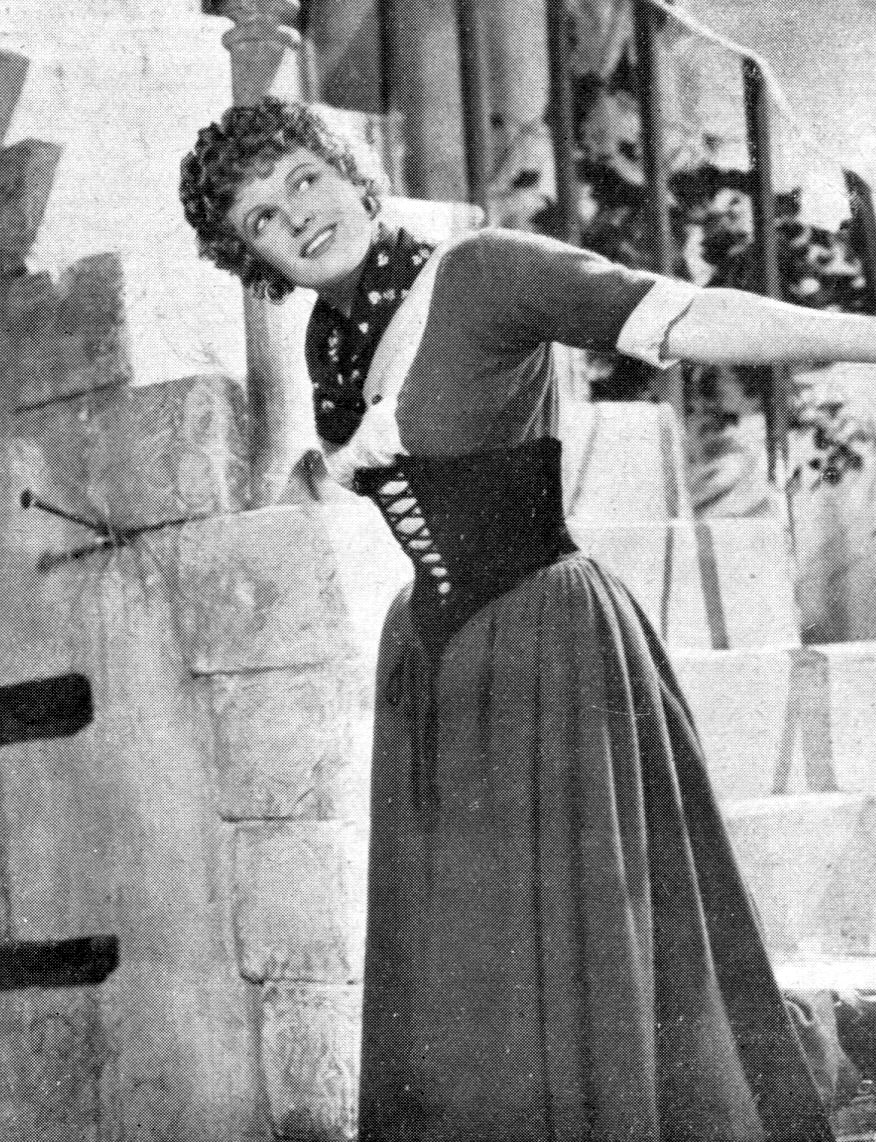
Anna Neagle, Star la plus populaire de GB en 1949

  - Nadia Léger, peintre russe puis soviétique et française († 7 novembre 1982).
- 6 octobre : Victor Larock, homme politique belge († 24 avril 1977).
- 7 octobre : Suzanne Savale, résistante française († 6 septembre 1952).
- 8 octobre : Helga Stene, résistante norvégienne († 2 octobre 1983).
- 13 octobre : Wilfred Pickles, acteur et présentateur de radio anglais († 27 mars 1978).
- 16 octobre : Wild Bill Elliott, acteur américain († 26 novembre 1965).
- 19 octobre : Roger Féral, journaliste, écrivain, scénariste et auteur dramatique français († 5 octobre 1964).
- 20 octobre : 
  - Anna Neagle, actrice et chanteuse américaine († 3 juin 1986).
  - Philippe Vocanson, supercentenaire français et doyen de France († 18 janvier 2015).
- 22 octobre : Constance Bennett, actrice américaine († 24 juillet 1965).
- 23 octobre : René Brecheisen, résistant français († 4 février 1945).
- 30 octobre : Philip King, dramaturge et acteur britannique († 9 février 1979).

## Novembre
- 1er novembre : Louis Bacon, trompettiste et chanteur de jazz américain († 8 décembre 1967).
- 3 novembre : Emerik Feješ, peintre serbe puis yougoslave († 9 juillet 1969).
- 4 novembre : Don Alvarado, acteur, assistant-réalisateur et directeur de production américain († 31 mars 1967).
- 10 novembre :Renée Saint-Cyr; Mère de Georges Lautner

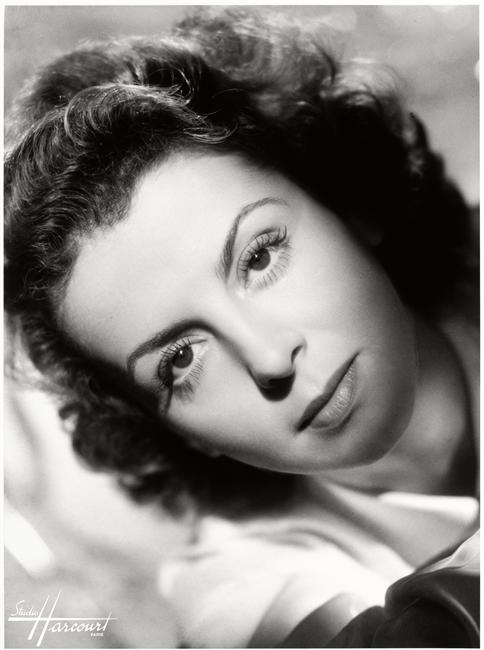
Renée Saint-Cyr; Mère de Georges Lautner

  - Steven Geray, acteur américain d'origine hongroise († 26 décembre 1973).
  - André Raynaud, coureur cycliste français († 20 mars 1937).
  - Feliks Więcek, coureur cycliste polonais († 17 août 1978).
- 11 novembre : Rodolphe Caillaux, peintre expressionniste et lithographe français († 29 juin 1989).
- 12 novembre :
  - Myriam Astruc, archéologue française († 8 avril 1963).
  - Roger Guérillot, colon français puis centrafricain († 31 octobre 1971).
  - Jacques Tourneur, réalisateur français († 19 décembre 1977).
- 14 novembre : Harold Larwood, joueur de cricket anglais († 22 juillet 1995).
- 16 novembre : Renée Saint-Cyr, comédienne française († 11 juillet 2004).
- 22 novembre : Miguel Covarrubias, peintre, caricaturiste, ethnologue et historien de l'art mexicain († 4 février 1957).
- 29 novembre :
  - Caroline Bedell Thomas, cardiologue américaine († 14 décembre 1994).
  - Emanuele Cavalli, peintre italien († 15 mars 1981).

## Décembre
- 2 décembre : Pedro Laza, compositeur et musicien colombien  († 4 avril 1980).
- 5 décembre : Harold Huber (Harold Joseph Huberman, dit), acteur et scénariste américain († 29 septembre 1959).
- 9 décembre : Robert Livingston, acteur américain († 7 mars 1988).
- 11 décembre : Philippe Thoby-Marcelin, poète, romancier, journaliste, folkloriste et homme politique haïtien († 13 août 1975).
- 12 décembre : Arthur Rennert, peintre et graveur français d'origine polonaise († 18 juillet 1983).
- 13 décembre : Lucien Coutaud, peintre et graveur français († 21 juin 1977).George Stevens, Oscar meilleur réalisateur 1952 et 1956.

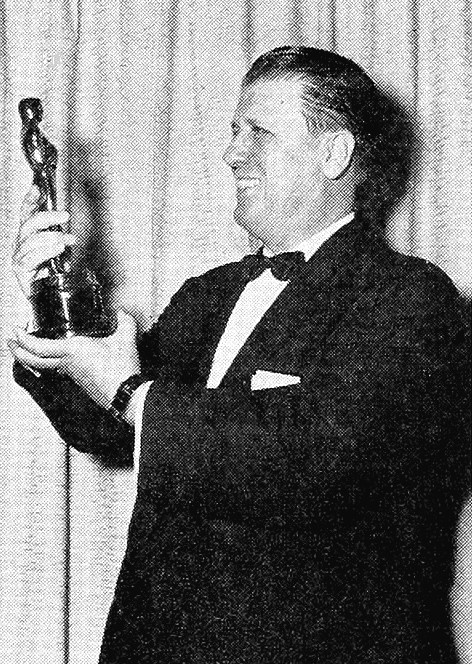
George Stevens, Oscar meilleur réalisateur 1952 et 1956.

- 18 décembre : George Stevens, réalisateur américain († 8 mars 1975).
- 20 décembre : Suzanne Cornillac de Tremines, peintre, aquarelliste et illustratrice française († 3 décembre 1982).
- 21 décembre :
  - Jean Bazaine, peintre français († 4 mars 2001).
  - Jose Tomas Torregrosa Torregrosa, footballeur espagnol († 6 septembre 1986).
- 22 décembre : Roland Winters, acteur américain († 22 octobre 1989).
- 25 décembre : Harold Christensen, danseur, chorégraphe et maître de ballet américain († 20 février 1989).
- 24 décembre : Marguerite Dassonville, aquafortiste française († 21 septembre 1994).
- 26 décembre : Robert Lesbounit, dessinateur, peintre, sculpteur et enseignant français († 21 décembre 1984).
- 27 décembre : René Bonnet, pilote et constructeur automobile († 13 janvier 1983).
- 28 décembre : Joseph Offenbach, acteur allemand († 15 octobre 1971).
- 30 décembre : Dmitri Kabalevski, compositeur russe puis soviétique († 18 février 1987).
- 31 décembre : Camille Guillon, peintre, décorateur et ornemaniste français († 5 juin 1984).

## Date inconnue
- Roman Greco, peintre français d'origine roumaine († 1989).
- Marijan Marjanović, footballeur yougoslave († 6 mars 1983).